# Halictophagus barberi
Halictophagus barberi är en insektsart som först beskrevs av Pierce 1908.  Halictophagus barberi ingår i släktet Halictophagus och familjen kamvridvingar. Inga underarter finns listade i Catalogue of Life.

## Bildgalleri

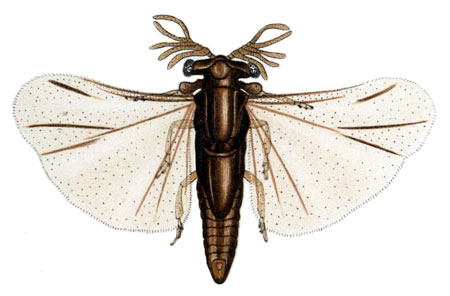